# Neoaphelomera subcompleta
Neoaphelomera subcompleta är en tvåvingeart som beskrevs av Edwards 1940. Neoaphelomera subcompleta ingår i släktet Neoaphelomera och familjen svampmyggor. Inga underarter finns listade i Catalogue of Life.